# Дубровский район
Ду́бровский райо́н — административно-территориальная единица (район) и муниципальное образование (муниципальный район) в Брянской области России.
Административный центр — посёлок городского типа Дубровка.

## География
Расположен на северо-западе Брянской области. Площадь района — 1030 км². Граничит на севере с Рогнединским районом, на юге — с Клетнянским районом, на востоке — с Жуковским районом области, на западе — со Смоленской областью.
Основные реки — Сеща, Белизна, Десна.

## История
Дубровский район был образован в 1929 году на основе Дубровской волости Бежицкого уезда Брянской губернии и части Сещенской волости Рославльского уезда Смоленской губернии. Первоначально район входил в состав Рославльского округа Западной области.
В 1937 году была образована Орловская область, в которую вместе с другими районами нынешней Брянской области вошёл и Дубровский район.
5 июля 1944 года Указом  Президиума Верховного Совета СССР была образована Брянская область, в состав которой был включён и Дубровский район.
В 1963—1972 гг. в состав района входила территория временно упразднённого Рогнединского района.

## Население
| 2002    | 2009    | 2010    | 2011    | 2012    | 2013    | 2014    | 2015    | 2016    |
| ------- | ------- | ------- | ------- | ------- | ------- | ------- | ------- | ------- |
| 23 145  | ↘20 992 | ↘20 094 | ↘19 967 | ↘19 529 | ↘19 164 | ↘18 619 | ↘18 316 | ↘17 961 |
| 2017    | 2018    | 2019    | 2020    | 2021    |         |         |         |         |
| ↘17 641 | ↘17 279 | ↘16 960 | ↘16 795 | ↘14 910 |         |         |         |         |

### Урбанизация
В городских условиях (пгт Дубровка) проживают 45,56 % населения района.

### Национальный состав
По итогам переписи населения 2020 года проживали следующие национальности (национальности менее 0,1 % и другое, см. в сноске к строке «Другие»):
| Национальность | Численность, чел. | Доля     |
| -------------- | ----------------- | -------- |
| Русские        | 14 193            | 95,19 %  |
| Украинцы       | 110               | 0,74 %   |
| Белорусы       | 27                | 0,18 %   |
| Азербайджанцы  | 22                | 0,15 %   |
| Молдаване      | 18                | 0,12 %   |
| Армяне         | 18                | 0,12 %   |
| Другие         | 522               | 3,50 %   |
| Итого          | 14 910            | 100,00 % |

## Административно-муниципальное устройство
Дубровский район в рамках административно-территориального устройства области, включает 7 административно-территориальных единиц, в том числе 1 поселковый административный округ и 6 сельских административных округов.
Дубровский муниципальный район включает 7 муниципальных образований нижнего уровня, в том числе 1 городское поселение и 6 сельских поселений:
| № | Муниципальное образование      | Административный центр | Количество населённых пунктов | Население (чел.) | Площадь (км²) |
| - | ------------------------------ | ---------------------- | ----------------------------- | ---------------- | ------------- |
| 1 | Дубровское городское поселение | пгт Дубровка           | 16                            | ↘8121            | 122,10        |
| 2 | Алешинское сельское поселение  | село Алешня            | 15                            | ↘409             | 142,90        |
| 3 | Пеклинское сельское поселение  | деревня Пеклино        | 25                            | ↘866             | 158,70        |
| 4 | Рековичское сельское поселение | село Рековичи          | 9                             | ↘913             | 100,80        |
| 5 | Рябчинское сельское поселение  | село Рябчи             | 15                            | ↗718             | 127,60        |
| 6 | Сергеевское сельское поселение | деревня Алешинка       | 14                            | ↘198             | 192,13        |
| 7 | Сещинское сельское поселение   | посёлок Сеща           | 19                            | ↘3685            | 183,70        |

## Населённые пункты
В Дубровском районе 113 населённых пунктов.
| №   | Населённый пункт   | Тип                     | Население | Муниципальное образование      |
| --- | ------------------ | ----------------------- | --------- | ------------------------------ |
| 1   | Алексино           | посёлок                 | →0        | Пеклинское сельское поселение  |
| 2   | Алешинка           | деревня                 | ↘165      | Сергеевское сельское поселение |
| 3   | Алешня             | деревня                 | ↘10       | Пеклинское сельское поселение  |
| 4   | Алешня             | село                    | ↘343      | Алешинское сельское поселение  |
| 5   | Афонино            | деревня                 | →0        | Рябчинское сельское поселение  |
| 6   | Афонино            | деревня                 | ↘134      | Сергеевское сельское поселение |
| 7   | Барковичи          | деревня                 | ↘8        | Сергеевское сельское поселение |
| 8   | Белизна            | деревня                 | →0        | Пеклинское сельское поселение  |
| 9   | Бересток           | деревня                 | ↘3        | Пеклинское сельское поселение  |
| 10  | Берлевец           | деревня                 | →0        | Алешинское сельское поселение  |
| 11  | Бобровня           | деревня                 | ↗7        | Пеклинское сельское поселение  |
| 12  | Болотня            | деревня                 | ↘13       | Рябчинское сельское поселение  |
| 13  | Большая Островня   | деревня                 | ↘482      | Сещинское сельское поселение   |
| 14  | Большой Угол       | посёлок                 | ↘10       | Алешинское сельское поселение  |
| 15  | Бордянка           | деревня                 | ↘0        | Алешинское сельское поселение  |
| 16  | Бочары             | деревня                 | ↘0        | Алешинское сельское поселение  |
| 17  | Бубново            | деревня                 | ↘0        | Пеклинское сельское поселение  |
| 18  | Буда               | деревня                 | ↘7        | Рябчинское сельское поселение  |
| 19  | Будвенец           | деревня                 | →7        | Сергеевское сельское поселение |
| 20  | Быково             | деревня                 | →0        | Сергеевское сельское поселение |
| 21  | Ввозы              | деревня                 | →3        | Рябчинское сельское поселение  |
| 22  | Водоглядовка       | деревня                 | →0        | Пеклинское сельское поселение  |
| 23  | Вязовск            | деревня                 | ↘64       | Рековичское сельское поселение |
| 24  | Гайдуковка         | деревня                 | ↘8        | Рябчинское сельское поселение  |
| 25  | Герасимовка        | деревня                 | ↘68       | Алешинское сельское поселение  |
| 26  | Глинка             | деревня                 | ↘20       | Сещинское сельское поселение   |
| 27  | Голубея            | деревня                 | ↘45       | Рековичское сельское поселение |
| 28  | Городец            | деревня                 | →0        | Пеклинское сельское поселение  |
| 29  | Грибовка           | деревня                 | →5        | Сещинское сельское поселение   |
| 30  | Давыдчи            | деревня                 | ↘413      | Дубровское городское поселение |
| 31  | Девочкино          | деревня                 | →4        | Рековичское сельское поселение |
| 32  | Деньгубовка        | деревня                 | ↘34       | Сергеевское сельское поселение |
| 33  | Должанская Слобода | деревня                 | →0        | Рековичское сельское поселение |
| 34  | Дубовец            | деревня                 | ↘3        | Пеклинское сельское поселение  |
| 35  | Дубровка           | деревня                 | ↘18       | Дубровское городское поселение |
| 36  | Дубровка           | пгт                     | ↘6793     | Дубровское городское поселение |
| 37  | Жабово             | село                    | ↘3        | Алешинское сельское поселение  |
| 38  | Жуково             | деревня                 | ↘2        | Алешинское сельское поселение  |
| 39  | Жуковщина          | деревня                 | ↘13       | Рябчинское сельское поселение  |
| 40  | Забелизна          | деревня                 | ↘132      | Пеклинское сельское поселение  |
| 41  | Загорье            | деревня                 | ↘6        | Рековичское сельское поселение |
| 42  | Заря               | посёлок                 | ↘23       | Дубровское городское поселение |
| 43  | Заустье            | деревня                 | ↘21       | Алешинское сельское поселение  |
| 44  | Зимницкая Слобода  | деревня                 | ↘648      | Рековичское сельское поселение |
| 45  | Зобовка            | деревня                 | →0        | Рябчинское сельское поселение  |
| 46  | Казаново           | деревня                 | ↘13       | Рековичское сельское поселение |
| 47  | Казённое Узкое     | деревня                 | ↘1        | Сещинское сельское поселение   |
| 48  | Калинин            | посёлок                 | ↘0        | Дубровское городское поселение |
| 49  | Комаровка          | деревня                 | →0        | Сергеевское сельское поселение |
| 50  | Коробки            | посёлок                 | →0        | Пеклинское сельское поселение  |
| 51  | Косик              | посёлок                 | ↗9        | Пеклинское сельское поселение  |
| 52  | Краснополье        | деревня                 | ↘27       | Сещинское сельское поселение   |
| 53  | Кутец              | деревня                 | ↘43       | Сещинское сельское поселение   |
| 54  | Ленинский          | посёлок                 | →1        | Сещинское сельское поселение   |
| 55  | Липовка            | посёлок                 | ↘90       | Дубровское городское поселение |
| 56  | Ломаков            | посёлок                 | ↘1        | Сергеевское сельское поселение |
| 57  | Лузганки           | посёлок                 | →0        | Сергеевское сельское поселение |
| 58  | Любимовка          | деревня                 | →22       | Алешинское сельское поселение  |
| 59  | Май                | деревня                 | →0        | Пеклинское сельское поселение  |
| 60  | Макаровка          | деревня                 | →0        | Сергеевское сельское поселение |
| 61  | Мареевка           | деревня                 | ↘250      | Пеклинское сельское поселение  |
| 62  | Минаков            | посёлок                 | ↘19       | Дубровское городское поселение |
| 63  | Мирошки            | деревня                 | →2        | Сещинское сельское поселение   |
| 64  | Михеевка           | посёлок                 | ↘2        | Рябчинское сельское поселение  |
| 65  | Немерь             | деревня                 | ↘501      | Дубровское городское поселение |
| 66  | Новая Салынь       | деревня                 | ↘70       | Пеклинское сельское поселение  |
| 67  | Новое Узкое        | деревня                 | ↘5        | Сещинское сельское поселение   |
| 68  | Новый Свет         | посёлок                 | ↘66       | Дубровское городское поселение |
| 69  | Пеклино            | деревня                 | ↘728      | Пеклинское сельское поселение  |
| 70  | Петроселье         | деревня                 | →0        | Алешинское сельское поселение  |
| 71  | Плетневка          | деревня                 | ↘7        | Сещинское сельское поселение   |
| 72  | Побойная           | деревня                 | ↘82       | Дубровское городское поселение |
| 73  | Поляковка          | деревня                 | ↘0        | Алешинское сельское поселение  |
| 74  | Понизовка          | деревня                 | ↘166      | Дубровское городское поселение |
| 75  | Потрясовка         | деревня                 | ↘106      | Дубровское городское поселение |
| 76  | Прилепы            | деревня                 | ↘1        | Сещинское сельское поселение   |
| 77  | Прусаковка         | деревня                 | →0        | Рябчинское сельское поселение  |
| 78  | Радичи             | деревня                 | ↘347      | Сещинское сельское поселение   |
| 79  | Рековичи           | село                    | ↘429      | Рековичское сельское поселение |
| 80  | станция Рековичи   | железнодорожная станция | →8        | Рековичское сельское поселение |
| 81  | Рудня              | деревня                 | ↘1        | Пеклинское сельское поселение  |
| 82  | Ручей              | деревня                 | ↘18       | Пеклинское сельское поселение  |
| 83  | Рябчи              | село                    | ↘479      | Рябчинское сельское поселение  |
| 84  | Свердловка         | посёлок                 | →0        | Пеклинское сельское поселение  |
| 85  | Сергеевка          | село                    | ↘18       | Сергеевское сельское поселение |
| 86  | Серпеевка          | деревня                 | ↘24       | Рябчинское сельское поселение  |
| 87  | Серпеевский        | посёлок                 | ↘249      | Рябчинское сельское поселение  |
| 88  | Сеславль           | деревня                 | →0        | Сещинское сельское поселение   |
| 89  | Сетинка            | деревня                 | ↘31       | Рябчинское сельское поселение  |
| 90  | Сеща               | посёлок                 | ↘4310     | Сещинское сельское поселение   |
| 91  | Сеща               | деревня                 | ↘1        | Дубровское городское поселение |
| 92  | Соболево           | деревня                 | →0        | Пеклинское сельское поселение  |
| 93  | Сосновка           | деревня                 | ↗12       | Сещинское сельское поселение   |
| 94  | Старая Кочева      | деревня                 | →0        | Сещинское сельское поселение   |
| 95  | Старая Салынь      | деревня                 | ↘7        | Пеклинское сельское поселение  |
| 96  | Старое Колышкино   | деревня                 | ↘258      | Сещинское сельское поселение   |
| 97  | Старое Узкое       | деревня                 | →0        | Сещинское сельское поселение   |
| 98  | Сурновка           | деревня                 | →0        | Сергеевское сельское поселение |
| 99  | Сусняг             | деревня                 | ↘0        | Рябчинское сельское поселение  |
| 100 | Туреевка           | деревня                 | ↘9        | Пеклинское сельское поселение  |
| 101 | Тушево             | деревня                 | →0        | Алешинское сельское поселение  |
| 102 | Тушево             | деревня                 | →2        | Дубровское городское поселение |
| 103 | Тютчева Слобода    | деревня                 | ↘12       | Пеклинское сельское поселение  |
| 104 | Фёдоровка          | деревня                 | →5        | Дубровское городское поселение |
| 105 | Холмовая           | деревня                 | ↘69       | Сещинское сельское поселение   |
| 106 | Хотен              | посёлок                 | ↘1        | Сергеевское сельское поселение |
| 107 | Чекалина Слобода   | деревня                 | ↘6        | Дубровское городское поселение |
| 108 | Чепеничи           | деревня                 | →8        | Алешинское сельское поселение  |
| 109 | Черкасская Алешня  | деревня                 | ↘68       | Алешинское сельское поселение  |
| 110 | Чёт                | деревня                 | →8        | Рябчинское сельское поселение  |
| 111 | Чугуновка          | деревня                 | ↗2        | Пеклинское сельское поселение  |
| 112 | Шаровка            | деревня                 | ↘0        | Пеклинское сельское поселение  |
| 113 | Шушерово           | деревня                 | ↘14       | Сергеевское сельское поселение |

Упразднённые населённые пункты
- 1964 год — село Нижеровка.
- 1978 год — деревни Белизна, Ерохино и село Нарадовка
- 2001 год — деревни  Алёшинка Алешинского сельсовета, Полстинка, Студенец Давыдчинского сельсовета, деревню Белевка, поселок Туровец Сергеевского сельсовета, деревню Грабовка, поселок Новый Угол Серпеевского сельсовета, деревни Новая Кочева, Долгое Сещинского сельсовета, деревню Коханово Немерского сельсовета[24]
- 2014 год — деревня Туровец[25].

## Транспорт
Через район проходят автодорога А141 и железная дорога, соединяющие Брянск и Смоленск.

## Религия
На крутом берегу реки Десны села Голубея Дубровского района находится древний храм Святой Троицы, обновлённый в XIX веке графом Олсуфьевым. Также православные храмы есть в Дубровке (Паисия Величковского), Алешне (ныне на реконструкции), Сеще, Рябчах, Пеклино. В селе Рековичи сохранились остатки храма Св. Николая.

### Святые источники
- Неподалёку от села Голубея, где встречаются воды двух ручьёв, освящена купель во имя Св. Апостолов Петра и Павла. Каждый из ручьёв начинается с шести струек, символизируя 12 апостолов. 12 июля, в день памяти славных и всехвальных первоверховных апостолов, к источнику приезжают паломники, где совершается молебное пение с освящением воды.
- В селе Алешня так же есть источник. Согласно легенде, в дерево, где некогда останавливались на отдых путники и паломники ударила молния. Дерева не стало, но забил источник, в народе прозванный Громовым колодезем.